# Heliophobus clarivittata
Heliophobus clarivittata är en fjärilsart som beskrevs av Lucas 1959. Heliophobus clarivittata ingår i släktet Heliophobus och familjen nattflyn. Inga underarter finns listade i Catalogue of Life.